# 第五十号型水雷艇
| 第五十号型水雷艇 | 第五十号型水雷艇                                               |
| ---------------- | -------------------------------------------------------------- |
| 第58号水雷艇     |                                                                |
| 艦級概観         |                                                                |
| 艦種             | 水雷艇                                                         |
| 艦名             |                                                                |
| 前級             | 第十五号型水雷艇                                               |
| 次級             |                                                                |
| 要目（竣工時）   |                                                                |
| 排水量           | 常備：53トン                                                   |
| 全長             | 垂線間長：34.00m (111ft 7in)                                   |
| 全幅             | 3.51m (11ft 6in)                                               |
| 吃水             | 0.89m (2ft 11in)                                               |
| 機関             | ノルマン式水管缶1基 直立式3気筒3段膨張レシプロ1基 1軸、657馬力 |
| 速力             | 20ノット                                                       |
| 航続距離         |                                                                |
| 燃料             | 石炭：4.4トン                                                  |
| 乗員             |                                                                |
| 兵装             | 47mm山内式単装速射砲1門 36cm水上魚雷発射管 連装旋回式1基2門    |
| 同型艦           | 10隻                                                           |

第五十号型水雷艇（だいごじゅうごうがたすいらいてい）は、日本海軍の三等水雷艇。同型艇10隻。（改）ノルマン型。

## 概要
1896年（明治29年）度6隻、翌1897年（明治30年）度で4隻が計画された。第十五号型水雷艇の発展形で主要寸法は同じだが艦首の魚雷発射管を廃止し艦尾に旋回式連装発射管を装備した。これにより艦首の波浪の影響を受けずに魚雷を発射することが可能となった。本艇はノルマン型（または改ノルマン型）と呼ばれた。
小型の艦型であったが日露戦争では旅順攻略戦での哨戒や封鎖作戦に参加、第53号は戦艦セヴァストーポリ(Sevastopol)の攻撃のため1904年（明治37年）12月14日に旅順に向かいそのまま消息不明。ロシア側の情報では機雷により沈没した模様。また大戦中に第51号も戦没している。
残る8隻は1912年（明治45年）から1915年（大正4年）に除籍となった。

## 同型艦
建造は横須賀=横須賀海軍造船廠、呉=呉海軍造船廠。
- 第50号 : 1900年（明治33年）11月3日竣工（横須賀）。1912年（明治45年）4月1日除籍。
- 第51号 : 1900年（明治33年）11月3日竣工（横須賀）。1904年（明治37年）6月28日戦没。
- 第52号 : 1901年（明治34年）2月18日竣工（横須賀）。1912年（明治45年）4月1日除籍。
- 第53号 : 1901年（明治34年）4月22日竣工（呉）。4月1日除籍。1904年（明治37年）12月14日戦没（推定）。
- 第54号 : 1901年（明治34年）4月22日竣工（呉）。1914年（大正3年）4月1日除籍。
- 第55号 : 1901年（明治34年）5月16日竣工（呉）。1913年（大正2年）4月1日除籍。
- 第56号 : 1902年（明治35年）8月25日竣工（横須賀）。1913年（大正2年）4月1日除籍。
- 第57号 : 1901年（明治34年）11月20日竣工（呉）。1913年（大正2年）4月1日除籍。
- 第58号 : 1901年（明治34年）1月27日竣工（呉）。1915年（大正4年）4月1日除籍。
- 第59号 : 1901年（明治34年）4月8日竣工（呉）。1915年（大正4年）4月1日除籍。